# Palojärvi (sjö i Finland, Lappland, lat 66,62, long 25,08)
Palojärvi är en sjö i Finland. Den ligger i kommunen Rovaniemi i landskapet Lappland, i den norra delen av landet, 700 km norr om huvudstaden Helsingfors. Palojärvi ligger 124,2 meter över havet. Arean är 3,54 kvadratkilometer och strandlinjen är 18,99 kilometer lång. Sjön  ingår i Torne älvs huvudavrinningsområde.   Den sträcker sig 4,1 kilometer i nord-sydlig riktning, och 6,0 kilometer i öst-västlig riktning.